# Skala Plato
Skala Plato – skala obrazująca zawartość ekstraktu (głównie cukru) w roztworze powstała poprzez modyfikację przez niemieckiego uczonego Fritza Plato skali Ballinga.
Skala Plato przyjęła się jako podstawowa w przemyśle piwowarskim do określenia gęstości brzeczki (zawartości ekstraktu), z której powstało piwo. Stopnie Plato wskazują, w jakim stosunku wobec siebie pozostają masa ekstraktu brzeczki podstawowej oraz masa całej brzeczki:
{\displaystyle ^{\circ }P={\frac {masa~ekstraktu~brzeczki}{masa~brzeczki}}\times 100\%}
Wynik pomiaru uzyskujemy przez pomnożenie razy 100%, gdyż zwyczajowo stopnie Plato zapisuje się formie procentowej.
Liczba stopni Plato odpowiada liczbie kilogramów suchej masy (ekstraktu) zawartej w 100 kg brzeczki podstawowej.
Skala Plato charakteryzuje się nieco większą dokładnością niż skala Ballinga, lecz z praktycznego punktu widzenia można przyjąć, że skale są tożsame.
Dla celów podatku akcyzowego, metody obliczenia liczby stopni Plato (będącymi elementem podstawy opodatkowania piwa) na podstawie parametrów piwa gotowego określają przepisy wykonawcze do ustawy akcyzowej. Zgodnie z Rozporządzeniem Ministra Finansów z dnia 13 lutego 2009 r. w celu ustalenia wysokości akcyzy konieczne jest obliczenie stopnia Plato z wykorzystaniem dwóch parametrów gotowego piwa – zawartości alkoholu i zawartości ekstraktu rzeczywistego. Ten ostatni parametr należy obliczyć w oparciu o zawartość całego ekstraktu w piwie. Warunek obliczania ekstraktu rzeczywistego w oparciu o ekstrakt w piwie wynika przede wszystkim ze specyfiki tzw. piw smakowych oraz mieszanin piw i napojów bezalkoholowych (np. radlery lub shandy). W tych piwach i mieszaninach zdarza się, że na ekstrakt znajdujący się w piwie składają się ekstrakt rzeczywisty oraz ekstrakt pochodzący z substancji dodanych do piwa po zakończeniu fermentacji (zwykle w celu jego dosłodzenia). W ich przypadku do celów obliczenia stopni Plato należy od ekstraktu piwa odjąć ekstrakt pochodzących z substancji dodanych po fermentacji aby uzyskać ekstrakt rzeczywisty. Z tego względu przepisy akcyzowe nakazują obliczać ekstrakt rzeczywisty na podstawie ekstraktu piwa. 
Sposób ustalania stopnia Plato brzeczki podstawowej bazuje na prawie zachowania masy.